# Tycherus meridionator
Tycherus meridionator är en stekelart som först beskrevs av Aubert 1959.  Tycherus meridionator ingår i släktet Tycherus och familjen brokparasitsteklar. Inga underarter finns listade i Catalogue of Life.